# Алтырский улус
Алты́рский улус (от хак. алдыра — «передний» или «верхний») — княжество енисейских кыргызов XVI—XVIII веках с центром по реке Уйбат и реке Аскиз. 

## История
Улус входил в конфедерацию четырёх кыргызских княжеств, известную в русских источниках как Киргизская землица, управлялся князем — беком (хак. піг). Алтырский улус находился в долине левобережья реки Абакан, от Уйбата до Таштыпа, поэтому алтырцы именовались порой «верхними кыргызами», так как обитали выше остальных по течению Енисея. Предполагалась также связь со словом «алатар» в значении пёстрое, смешанное население. В состав этого улуса входили следующие роды или аймаки: Сагайский, Бельтырский, Табанский, Саянский, Иргитский, Чистарский. Жители таёжных долин Кузнецкого Алатау по рекам Томи, Мрассу, Кондомы и Северного Алтая до Телецкого озера считались данниками — кыштымами Алтырского улуса.

## Состав
В улус входили следующие аймаки:
- Бельтырский;
- Иргитский;
- Сагайский;
- Саянский;
- Табанский;
- Чистарский.